# The Changing of Times
The Changing Of Times (В переводе с англ. — Смена времен) — третий студийный альбом американской металкор-группы Underoath. Альбом вышел 26 Февраля 2002 года на лейбле Solid State Records. Это последний альбом с участием вокалиста Далласа Тейлора и гитариста Октавио Фернандеза, но также это первый альбом с участием гитариста Тимоти МакТэйга. Альбом является самым продаваемым с лейбла Solid State. Единственный альбом с участием басиста Билли Нотке. Также с этого альбом вышел первый сингл «When the Sun Sleeps» и клип на него. Этот альбом отличается тем, что имеет бо́льшое количество треков, по сравнению с двумя предыдущими. Треки стали короче. Главный смысл альбома о людях, которые уходят из вашей жизни, вещи, к которым вы привыкли, и их больше не существует. Это может означать участника группы, друга или члена семьи, подругу/парня и так далее. Участники группы называют эту запись «честной», потому что на христианской сцене лейблы и на фанатов возлагают большие надежды.

## Стиль песен
В The Changing Of Times стиль музыки сменился с блэк-метала на металкор. Песни также стали короче. Если на Act of Depression было всего лишь 6 треков, а на Cries of The Past 5 треков, длились они очень долго, в среднем 6 минут и некоторые могли достигать до 10 минут. Например «A Love So Pure» с альбома Act of Depression, которая длится 10 минут 39 секунд, или «And I Dreamt of You» с альбома Cries of the Past, которая длится 11 минут 24 секунды. В The Changing Of Times уже группа стала играть музыку в стандартной длине (В среднем 3 с половиной минуты) и также количество треков с 5-6 увеличилось до 10. В The Changing of Times также появился чистый вокал Аарона Гиллеспи. С этого альбома вышел первый клип группы на песню «When the Sun Sleeps» (В переводе с англ. — Когда спит солнце). В клипе группа находится на стройке. И также в клипе главным лицом является мужчина, который скучает по своей бывшей девушке. Сначала он стоит с лопатой и фотографией в руке (Возможно, как раз таки фото девушки). Потом, мужчина уже сидит на лестнице рядом с телефоном. Затем, в самой мелодичной части песни, едет на машине ночью, и в следующем моменте (После скрима Далласа) он уже сидит в разбитой машине и вдруг рядом стоит его девушка, но она уходит. Клип заканчивается тем, что было в начале, но только он уже уходит, оставляя лопату.
Песни «The Best Of Me» и «Alone In The December» о людях, играющих с эмоциями других людей, и о том, как это может огорчить вас. Кроме того, о борьбе с жизненными трудностями и стремлении найти Бога во всем этом.

## Список песен
Все песни написаны Underoath.
| №                   | Название                          | Длительность |
| ------------------- | --------------------------------- | ------------ |
| 1.                  | «When the Sun Sleeps»             | 5:33         |
| 2.                  | «Letting Go of Tonight»           | 1:52         |
| 3.                  | «A Message for Adrienne»          | 4:37         |
| 4.                  | «Never Meant to Break Your Heart» | 3:55         |
| 5.                  | «The Changing of Times»           | 4:08         |
| 6.                  | «Angel Below»                     | 3:23         |
| 7.                  | «The Best of Me»                  | 3:33         |
| 8.                  | «Short of Daybreak»               | 2:43         |
| 9.                  | «Alone in December»               | 5:11         |
| 10.                 | «814 Stops Today» (Instrumental)  | 0:49         |
| Общая длительность: | Общая длительность:               | 35:45        |

## Оценки критиков
Альбом получил очень положительные рейтинги от критиков, но фанаты восприняли альбом менее положительно. В основном фанатам не понравилось то, что альбом стал более «лёгким».
| Оценки критиков       | Оценки критиков                      |
| Источник              | Оценка                               |
| --------------------- | ------------------------------------ |
| Allmusic              | [ 10 ]                               |
| Alternative Press     | [ 1 ]                                |
| Cross Rhythms         | [ 4 ]                                |
| Exclaim!              | mildly favorable                     |
| Jesus Freak Hideout   | [ 2 ]                                |
| The Phantom Tollbooth | Review 1: highly favorable Review 2: |

## Участники записи
Underoath
- Аарон Гиллеспи — Барабаны, чистый вокал в песнях «When the Sun Sleeps», «The Changing of Times», «Alone in December»
- Даллас Тейлор — Вокал
- Октавио Фернандез — Ритм гитара
- Тимоти МакТэйг — Ведущая гитара
- Билли Нотке — Бас гитара
- Кристофер Дадли — Клавишные

Запись и Производство
- Джеймс Пол Виснер — Продюсер, микширование, дополнительный бас, гитарные и струнные аранжировки
- Дин Дайдек — помощник инженера
- Марк Портной — запись ударных в Landmark Productions
- Эрл Гиллеспи — фотография
- TheHaloFarm — Дизайн обложки